# Borrowed Time (filme)
Borrowed Time é um filme de drama em curta-metragem estadunidense de 2016 dirigido e escrito por Andrew Coats, Lou Hamou-Lhadj e Mark C. Harris, artistas da Pixar. Lançado em 14 de outubro de 2016, conta com as vozes de Nick Pitera, Greg Dykstra e Steve Purcell.